# Mulcticola hypoleucos
Mulcticola hypoleucos är en insektsart som först beskrevs av Henry Denny 1842.  Mulcticola hypoleucos ingår i släktet nattskärrelöss, och familjen fjäderlöss. Arten är reproducerande i Sverige.